# Scarface: The World Is Yours
Scarface: The World Is Yours ist ein Computerspiel des kanadischen Entwicklerstudios Radical Entertainment und erschien im Oktober 2006. Das Actionspiel orientiert sich an Spielen wie Der Pate oder Grand Theft Auto. Der Spieler übernimmt die Rolle des Protagonisten Tony Montana und führt die Handlung des populären Gangsterepos Scarface (1983) fort. Hierzu wurde das Ende der Filmhandlung verändert: Tony Montana überlebt zunächst den Angriff auf seine Villa und beginnt von Neuem sein Imperium aufzubauen. Am Spielende rächt sich Tony am Drahtzieher des Angriffs, Alejandro Sosa, indem er sich zu seiner Villa begibt und ihn dort, nach heftigem Widerstand durch Sosas Wachleute, umbringt.
Die Entwickler haben das Aussehen des Hauptdarstellers Al Pacino in das Spiel übernommen, jedoch wird die Spielfigur nicht von Al Pacino selbst gesprochen, sondern von André Sogliuzzo.
Der Soundtrack des Spiels enthält nicht nur die Musik des Films, sondern weitere Songs aus den 80ern. Das Spiel ist in mehreren Ländern und Sprachen erschienen. Die deutsche Version ist, obwohl sie keine Jugendfreigabe hat (USK ab 18), stark entschärft. Die ungekürzte EU-Version wurde indiziert und beschlagnahmt.
Neben diesem Spiel orientiert sich auch das Computerspiel Grand Theft Auto: Vice City an dem Film. Daher haben beide Spiele ähnliche Spielorte (zum Beispiel die Villa von Tony Montana) und Verweise auf den Film. Das Fahndungssystem von Scarface: The World Is Yours wird in abgewandelter Form auch in Grand Theft Auto IV verwendet.
Der Multiplattformtitel hat sich weltweit mehr als 2 Millionen Mal verkauft.
Die Geschichte stammt aus der Feder des Drehbuchautors David McKenna. Der Vorspann des Spiels wurde von dem renommierten Titeldesigner Kyle Cooper entworfen.

## Spielprinzip
Grundlegend erinnert das Spielprinzip an die Grand-Theft-Auto-Reihe: Der Spieler kann in einer 3D-Umgebung (der Stadt Miami) kriminelle Handlungen durchführen. Hierzu setzt er Waffen und Fahrzeuge ein. Im Gegensatz zur Grand-Theft-Auto-Reihe geht es allerdings nicht um das Voranbringen einer Haupthandlung, sondern ähnlich dem Spiel Der Pate steht die Übernahme von Stadtteilen im Vordergrund.
Der Spieler muss sein Ansehen, Vermögen und Einflussgebiet in der Stadt vergrößern. Mit wachsendem Vermögen und Ansehen kann der Spieler
- Handlanger einstellen (Fahrer, Pilot, Eintreiber, Auftragsmörder)
- Autos und Boote kaufen
- seine Villa ausbauen
- in verschiedene größere legale Unternehmen investieren, wie beispielsweise in Montana Records, Montana Holdings, Montana Fitness usw.

Insgesamt ist es das Ziel des Spielers durch den Verkauf von Drogen Geld einzunehmen und mit diesem Geld seinen Besitz (im Spiel Exotics genannt) zu vergrößern. Dies führt wiederum zur Erhöhung seines Ansehens.

### Ablauf
Die Hauptaufgabe des Spielers ist die Übernahme von Geschäften. Zunächst muss der jeweilige Besitzer angesprochen werden. Dieser erzählt Tony von seinen Sorgen, wie zum Beispiel, dass er Ware nicht ausliefern kann oder dass Gangs ihn und sein Geschäft bedrohen. Nachdem der Spieler das entsprechende Problem gelöst hat, kann das Geschäft durch eine höhere Summe gekauft werden. Ist das Geschäft gekauft, kann der Spieler in diesem Geschäft Drogen in größeren Mengen verkaufen. Ein Vorteil gegenüber dem Straßenverkauf, wo nur wenige Gramm möglich sind.
Da die Kaufsumme in der Regel hoch ist, muss der Spieler zwecks Geldbeschaffung seinen Kontaktmann Felix aufsuchen, der ihm zunächst eine Aufgabe gibt und danach einen weiteren Kontaktmann nennt, der größere Mengen an Drogen liefert. Zunächst erhält der Spieler kleine Mengen an Drogen, die er direkt in den Geschäften verkaufen kann.
Größere Mengen, die er später erhält, müssen zunächst in ein Verteilungslager gebracht werden. Von hier aus kann der Spieler eine Drogenverteilungsmission starten. Bei diesen Missionen muss der Spieler so schnell wie möglich alle bereits gekauften Geschäfte mit Drogen beliefern. Ein Problem hierbei sind Gangs, die über den Stadtteil verteilt sind. Besonders die Gangs, die sich in der Nähe der Geschäfte aufhalten, versuchen während der Drogenverteilungsmission die Geschäfte auszuplündern. Daher ist der Spieler gezwungen, die Gangs vor einer solchen Mission zu eliminieren. Je mehr Geschäfte der Spieler besitzt, desto länger dauert die Drogenverteilungsmission und desto höher ist die Wahrscheinlichkeit, dass ein Geschäft angegriffen wird.
Für noch höhere Gewinne muss der Spieler Drogen in der Karibik einkaufen. Die Drogen muss der Spieler anschließend per Speedboat nach Miami ins Verteilungslager schaffen. Dabei machen in der Karibik Piraten Jagd auf den Spieler und in Miami muss der Spieler der Küstenwache aus dem Weg gehen.
Der Spieler kann durch das Aufsuchen von bestimmten Orten und das Erfüllen der Missionen die Rahmenhandlung fortführen. Dies sind einige wenige Missionen, die aus mehreren Etappen bestehen können und die den Spieler im Grunde von einem Stadtteil in den nächsten führen.

### Weitere Details
Sogenannte „Balls“-Punkte erhält der Spieler für besonders „männliches“ (daher die Bezeichnung Balls) bzw. mutiges Verhalten. Diese bekommt er für das Fahren auf der falschen Straßenseite, das knappe Vorbeifahren an anderen Fahrzeugen, das Schießen auf andere Körperteile als die Brust (hierfür ist manuelles Zielen erforderlich) oder das Beenden von Dialogsequenzen mit Personen in der Spielwelt. Erreichen die Balls-Punkte eine bestimmte Schwelle, so kann der Spieler während einer Schießerei den sogenannten Blind-Rage-Modus (dt.: blinde Wut) aktivieren. Für eine kurze Zeit ist er dann unverwundbar, hat unendlich viel Munition und die Gegner werden automatisch erfasst. Mit steigenden Balls-Punkten bietet sich dem Spieler die Gelegenheit einige „Femme Fatales“ aufzusuchen. Dies sind Frauen, die Tony Montana abweisend gegenüberstanden und mit seinem wachsenden Einfluss sich nun in seine Villa einladen lassen.
Die Anspannungen zwischen Tony und der Polizei bzw. rivalisierenden Gangs wird durch den „Druck“-Wert dargestellt. Je höher der Wert, desto schwerer hat es der Spieler in bestimmten Situationen. Erhöht sich der Druck von der Polizei beispielsweise, ist die Strecke, um von der Polizei erfolgreich zu entfliehen größer. Gleichzeitig erscheinen sie schneller, wenn Tony sich in der Öffentlichkeit unsittlich verhält (Fahrzeuge rammen, mit gezogener Waffe rumlaufen). Die Erhöhung des „Gang Drucks“ führt dazu, dass der Preis pro Gramm Kokain sinkt und man somit für dieselbe Menge weniger Geld herausschlagen kann. Erreicht dieser Wert das Maximum, gibt es Krieg und die ganze Wut der Gangs entlädt sich bei einem Angriff auf eines der gekauften Geschäfte, den es abzuwenden gilt. Danach befindet sich der Wert wieder bei Null, ganz gleich, wie das Scharmützel endet. Die maximale Wut der Polizei bekommt Tony in einer Videosequenz zu spüren, in der er von einigen Beamten niedergeprügelt wird. Danach befindet sich der Lebensbalken auf einem Minimum und man verliert das bei sich geführte Geld. Als weiteren Nachteil sinkt der Wert danach nicht auf Null, sondern bleibt. Beide Werte lassen sich zu jedem Zeitpunkt auf verschiedene Weise runterbringen, um das Schlimmste zu vermeiden. Ob mit Geschick oder Geld bleibt dem Spieler selbst überlassen.
Waffen stehen dem Spieler in der Villa oder im Kofferraum von gekauften Autos zur Verfügung, jedoch nicht bei gestohlenen Autos. Waffen können nur eine bestimmte Anzahl von Munition besitzen und müssen nachgeladen werden, wobei dies automatisch geschieht. Sie können über Straßenverkäufer oder einen Angestellten (Waffenhändler) gekauft oder den getöteten Gegnern abgenommen werden.
Fahrzeuge verfügen über ein Schadensmodell und können bei entsprechender Behandlung zerstört werden. In der Spielwelt befinden sich daher einige Werkstätten, in denen Fahrzeuge repariert werden können. Des Weiteren stehen dem Spieler neben Autos einige Boote zur Verfügung.
Die Handlanger, die der Spieler einstellt, können verschiedene Aufgaben für diesen erfüllen. Die primäre Aufgabe des Fahrers beispielsweise ist es, auf Verlangen dem Spieler eines der gekauften Autos zur Verfügung zu stellen. Es ist aber zusätzlich möglich, ihn eine Sondermission durchführen zu lassen, wie das Klauen von bestimmten Fahrzeugen, die er dann in einer Werkstatt verkaufen kann. Die Summe des Geldes, das er bekommt, hängt von dem Zustand des Fahrzeugs ab. Der Eintreiber bekommt, je nachdem mit wem Tony momentan mehr Stress hat (Druck), die Aufgabe feindliche Gangs niederzustrecken oder die Aufmerksamkeit der Polizei auf sich zu ziehen. Hierzu wechselt das Spiel die Spielfigur aus, d. h. der Spieler spielt dann den Fahrer.
Das Geld, das Tony durch Drogenverkauf oder von getöteten Gegnern einnimmt, führt er zunächst mit sich. Er muss es zur Bank bringen, die für die Verwaltung einen gewissen Prozentsatz berechnet. Stirbt die Spielfigur, so ist das mitgeführte Geld (und auch die Drogen) verloren, aber das Spiel kann fortgesetzt werden.
Eine zusätzliche Möglichkeit sein Ansehen zu steigern sind Autorennen, die durch das Ansprechen bestimmter Personen gestartet werden können.

## Spielwelt
Die Handlung des Spiels findet wie im Film in der Stadt Miami statt. Die Stadt besteht im Spiel aus fünf Stadtteilen, die sich auf einzelnen Inseln befinden. Neben Miami existieren weitere Inseln, die Inseln in der Karibik darstellen.
Die Modellierung der einzelnen Inseln ist zwar detaillierter und individueller als die Modellierung im Spiel Der Pate, aber das gesamte Stadtgebiet ist nicht vollständig begehbar wie im Spiel Grand Theft Auto. So ist es beispielsweise möglich in einigen Gegenden Straßen zu verlassen, Abkürzungen durch Hinterhöfe und Seitengassen zu nehmen oder über Rampen über Flüsse zu springen. Im Gegensatz hierzu kann zum Beispiel die Straße zu Tony Montanas Villa nicht verlassen werden.
Die Spielfigur kann zwar schwimmen, aber dies ist für den Spielablauf irrelevant. Außerdem wird die Spielfigur bei einem längeren Wasseraufenthalt durch einen Hai angegriffen und getötet.

## Synchronsprecher
Für Sprechrollen konnten zahlreiche aus Film und Fernsehen bekannte Schauspieler und Prominente gewonnen werden. Robert Loggia und Steven Bauer, die in Scarface mitspielten, wurden als Sprecher engagiert, vertonen jedoch nicht ihre Rollen aus dem Kinofilm.
Weitere namhafte Synchronsprecher sind James Woods, Michael York, Elliott Gould, Ice-T, Lemmy Kilmister, Oliver Platt, Richard Roundtree, Ricky Gervais, Robert Davi, Cheech Marin und Tommy Chong, Michael Rooker, Jay Mohr, Miguel Sandoval und Anthony Anderson.

## Deutsche Version
In der deutschen Version verzichten die Entwickler auf extreme Bluteffekte, die Kettensäge und abtrennbare Körperteile. In der Originalfassung gibt es zusätzlich zu Kopftreffern „Balls“ für Treffer in die Niere oder andere Körperbereiche. Des Weiteren existiert in der Originalversion noch die Execution (dt.: Hinrichtung), bei der man den Gegner mit der Waffe auf den Boden zwingt und dann auf ihn schießt. Außerdem wurde in der deutschen Version eine komplette Mission entfernt, in der man seine Gegner mit der Kettensäge töten muss. Die internationale Fassung hat entsprechend keine Jugendfreigabe und wurde in Deutschland beschlagnahmt.